# 日野原重明
日野原 重明（ひのはら しげあき、1911年〈明治44年〉10月4日 - 2017年〈平成29年〉7月18日）は、日本の医師、医学者。位階は従三位。学位は医学博士（京都帝国大学）。聖路加国際病院名誉院長、上智大学日本グリーフケア研究所名誉所長、公益財団法人笹川記念保健協力財団名誉会長。
京都帝国大学医学部副手、大日本帝国海軍軍医少尉などを経て、聖路加看護大学学長、聖路加国際病院院長、国際基督教大学教授、一般財団法人聖路加国際メディカルセンター理事長、一般財団法人ライフ・プランニング・センター理事長、公益財団法人聖ルカ・ライフサイエンス研究所理事長、英知大学客員教授などを歴任した。

## 概要
京都帝国大学医学部第三内科副手、大日本帝国海軍軍医少尉等を経て、聖路加看護大学学長、聖路加国際病院院長、国際基督教大学教授、自治医科大学客員教授、ハーバード大学客員教授、国際内科学会会長、一般財団法人聖路加国際メディカルセンター理事長等を歴任した。日本循環器学会名誉会員となり、勲二等瑞宝章および文化勲章を受章した。京都帝国大学医学博士、トマス・ジェファーソン大学名誉博士（人文科学）、マックマスター大学名誉博士。
専門は内科学で、成人病と呼ばれてきた血栓によってひき起こされる心臓病、脳卒中の予防につなげるため1970年代から「習慣病」と呼び、旧厚生省はこの考えを受け入れ1996年に「生活習慣病」と改称し、その後広く受け入れられた。
1995年3月に発生したオウム真理教による「地下鉄サリン事件」では、聖路加国際病院を開放する決断を院長として下し、外来患者の診察など通常業務をすべて停止し、83歳の日野原は陣頭指揮を執り、被害者640名の治療に当たった。これができたのは、この3年前に日野原が北欧の病院の視察からヒントを得て日野原の発案で大災害を見越して廊下、待合室の壁面に酸素配管約2,000本を設置していたことや、広いロビーや礼拝堂を設けていたからである。

## 人物・経歴
- 1911年、山口県吉敷郡下宇野令村（現・山口市湯田温泉）にある母の実家で生まれた。
  - 父母ともにキリスト教徒で、父・日野原善輔はユニオン神学校に留学中だった。日野原は父の影響を受け、7歳で受洗した。
  - 9人家族（6人兄弟）の次男。明治の年号に因み、兄弟全員の名前に「明」の字が入っている。
- 1913年に父が帰国して大分メソジスト教会に牧師として赴任し、大分に転居する[5][6]。
- 1915年に父が大分メソジスト教会から、神戸中央メソジスト教会（現・日本基督教団神戸栄光教会）に移り、神戸に転居。
- 1918年、神戸市諏訪山尋常小学校（現・神戸市立こうべ小学校）に入学。
- 1921年、小学校4年のとき急性腎臓炎のため休学。
  - 療養中にアメリカ人宣教師の妻からピアノを習い始める。
- 1924年、旧制第一神戸中学校（現・兵庫県立神戸高等学校）に合格。
- 1924年、第一神戸中学校を入学式当日に退学し、関西学院中学部に入学[7]。
  - 赤面恐怖症克服のため弁論部に入る[7]。
- 1929年、旧制第三高等学校理科に進学。
  - 弁論部[8]と文芸部に入部、詩集や随筆集を作った。
- 1930年、父が広島女学院長に就任。
- 1932年、京都帝国大学医学部に入学。
  - 学費は教会関係者の寄付を仰いだ。
- 1933年、大学在学中に結核に罹り休学、父が院長を務める広島女学院の院長館や山口県光市虹ヶ浜で約1年間闘病生活を送った。
  - 医学部の内科教授になる夢を断念する。医学を止めて、音楽の道に進もうと考えるが、両親に反対され断念。
- 1934年、京都帝国大学医学部2年に復学。
  - 病み上がりで体調が悪く、仕事の楽な精神科医になることを考える。
- 1937年に京都帝国大学医学部を卒業し、京都帝国大学医学部三内科副手（無給）に就任（1939年まで）。
  - 真下俊一教授の第三内科（循環器内科）に入局。徴兵検査丙種合格。
  - 京都帝国大学医学部附属病院で2年間副手として研修をしたが、学ぶことはなかったと述懐していた。
- 1938年、北野病院や京都病院（現・国立病院機構京都医療センター）で勤務。
- 1939年、京都帝国大学医学部大学院博士課程（心臓病学専攻）に進学。
  - 京都大学YMCA地塩寮に住む。
- 1941年、聖路加国際病院の内科医となる。
  - 東京は東大閥があるからと、周囲に反対されたのを押し切り、東京で勝負をしたいと考え上京したが聖路加には学閥がなかった。
  - 初仕事として同年7月から9月まで聖路加の軽井沢診療所に勤務。以降軽井沢には1944年まで毎夏勤務することになる。
- 1942年に結婚。
  - 同年に、広島女学院院長を定年退職し上京していた父が牧師をしていた田園調布の教会の教会の役員の紹介で教会の日曜学校で教師をしている女性と3ヶ月交際し、結婚。
- 1943年、京都帝国大学医学博士の学位を取得。
  - 日野原は音楽好きだったため、博士論文は「心音の研究」[9]。心臓が収縮するとき低音がなることを発見し、アメリカの著名な医学雑誌[10]に投稿した。
- 1945年に志願して大日本帝国海軍軍医少尉に任官。
  - 戸塚海軍病院や海軍衛生学校のある横浜市戸塚で訓練を受けるが、急性腎臓炎のため入院となり除隊となった。
- 1951年、聖路加国際病院内科医長に就任。
- 1951年、エモリー大学医学部内科に1年間留学し[11]、ポール・ビーソン教授に師事する。
  - メイヨー・クリニックでホリスティック医療に触れる。
- 1952年に帰国し、聖路加国際病院院長補佐（研究・教育担当）に就任する（1972年まで）。京都大学医学部第三内科学教授ポストの打診を断った。闘病中の母が脳卒中で死去した。
  - 東京看護教育模範学院（現・日本赤十字看護大学）講師（1954年まで）、東京文化学園（現・新渡戸文化短期大学）講師や医師国家試験試験委員や、医師研修審議会委員も務める。
- 1953年、国際基督教大学教授に就任、以後4年間「社会衛生学」などを講じつつ同大学診療所顧問なども務める。
- 1957年、石橋湛山首相が脳梗塞で倒れ入院した際、石橋首相の主治医を務めた。
- 1958年、バージニア州リッチモンドのアズベリー神学校で客員教授を務めていた父が劇症肝炎のためリッチモンド記念病院で死去した。
- 1970年、福岡での内科学会への途上によど号ハイジャック事件に遭い、韓国の金浦国際空港で解放される。
  - 同乗していた吉利和（東京大学医学部教授、犯人に教え子がいた）と、乗客の健康診断をした。
  - 事件に遭ったのを契機に自己の内科医としての名声を追求する生き方を止めた。
- 1970年、学校法人津田塾大学評議員に就任。
- 1970年、文部省医学視学委員となる。
- 1971年、聖路加看護大学副学長および教授に就任する。
- 1973年、財団法人ライフ・プランニング・センター設立、同理事長就任。
- 1974年、聖路加国際病院を定年退職。
  - 死去した橋本寛敏前院長の後任の院長に推されたが、理事長を務めるライフ・プランニング・センターが笹川良一から援助を受けていることを問題視され、同理事長を退任するようにいわれたため院長就任を断った。
- 1974年、聖路加看護大学学長（第4代）に就任（1998年まで）
  - 聖路加看護大学に大学院を開設、日本で初めて看護大学に博士課程を設置した。
- 1975年、文部省看護視学委員、旭川医科大学参与。
- 1977年、佐賀医科大学（現・佐賀大学医学部）参与。
- 1978年、厚生省医療関係者審議会臨床研修部会会長（1981年まで）。
- 1980年、聖路加国際病院理事に就任。
- 1982年、自治医科大学客員教授（1998年まで）。日本医師会最高優功賞を受賞。
- 1984年、国際内科学会会長（東洋人初、1986年まで）。
- 1985年、フィラデルフィア医師会日米医学科化学者賞を受賞。
- 1986年、日本バイオミュージック研究会（現：日本音楽療法学会）初代会長を務める。アメリカ内科学会名誉フェロー。
- 1987年、国際健診学会会長（1990年まで）。医療秘書教育全国協議会初代会長。
- 1987年、日本総合健診医学会会長（1997年まで）。
- 1989年、キリスト教功労者顕彰[12]。社団法人学士会評議員。
- 1991年、国際基督教大学評議員（2001年まで）。
- 1992年、聖路加国際病院院長に就任（1996年まで）。
  - 無給で院長を務めた。
- 1992年、ニューヨーク科学アカデミー会員となる。東京都文化賞受賞。広島女学院維持会顧問に就任する。
- 1992年、国際健診学会会長（1994年まで）。株式会社聖路加サービスセンター代表取締役（第4代）。
- 1993年、勲二等瑞宝章を受章する。
- 1995年、3月20日にオウム真理教による「地下鉄サリン事件」が発生。院長として聖路加国際病院を開放する決断を下すと外来診察などの通常業務をすべて停止し、83歳の日野原は陣頭指揮を執り、被害者640名の治療に当たった[4]。同年、全日本音楽療法連盟（現・日本音楽療法学会）会長に就任する。
- 1996年、財団法人聖路加国際病院（一般財団法人聖路加国際メディカルセンター）理事長に就任（2014年まで）、院長を退任し聖路加国際病院名誉院長となる。公益財団法人聖ルカ・ライフサイエンス研究所を設立し、理事長に就任。
- 1998年、聖路加看護大学名誉学長及び名誉教授、東京都名誉都民、トマス・ジェファーソン大学人文科学名誉博士。医療法人真誠会名誉理事長。
- 1998年、ハーバード大学公衆衛生大学院沖永客員教授。
- 1999年、文化功労者に選ばれる。
- 1999年、中央区名誉区民となる[13]。全日本学士会アカデミア賞を受賞。
- 2000年、財団法人笹川記念保健協力財団会長。日本パブリック・リレーションズ協会日本PR大賞社会部門賞受賞。財団法人ライフ・プランニング・センターに新老人の会を設立、会長に就任。
- 2001年、日本音楽療法学会初代理事長。株式会社ウェル・ビーイング顧問。
- 2002年、マックマスター大学名誉博士。経済界大賞特別賞を受賞。
- 2003年、佐賀大学医学部顧問。NHK放送文化賞、朝日新聞社朝日社会福祉賞、亀岡市生涯学習大賞・石田梅岩賞受賞。
- 2004年、日本栄養療法推進協議会理事長となる。
- 2005年、文化勲章を授与された。
- 2006年、社団法人日本循環器学会名誉会員、関西学院大学名誉博士、社団法人日本スポーツ吹矢協会最高顧問となるスポーツ吹矢を呼気が吸気を促す呼吸運動とし、その健康効果に注目していた[要出典]。
- 2007年、日本ユニセフ協会の大使に任命された。有限責任中間法人日本総合健診医学会理事長に就任する。
- 2008年、4月から父親が戦中院長を務めた広島女学院大学で客員教授を務めた。
- 2008年、関西学院初等部教育特別顧問。
  - 特別授業などを担当。
- 2008年、神戸市神戸大使。地方独立行政法人佐賀県立病院好生館顧問。日本ハンドベル連盟理事長。
- 2009年、聖トマス大学日本グリーフケア研究所名誉所長。
- 2010年、上智大学日本グリーフケア研究所名誉所長となる。世界宣教東京大会顧問、公益社団法人難病の子どもとその家族へ夢を最高顧問、医療法人名古屋澄心会名古屋ハートセンター顧問に就任、コルチャック功労賞を受賞する。
- 2011年、日本禁煙科学会賞を受賞。
- 2012年、ティーペック株式会社優秀糖尿病臨床医ネットワークサービス特別顧問となり、第12回日本音楽療法学会学術大会大会長、農林水産省みどりの特別大使を務めた。
- 2013年、オーストリアのアルベルト・シュヴァイツァー協会からアルベルト・シュヴァイツァー章受章[14]。
- 2014年5月半ば、血中に大腸菌があり入院した。4日で回復したものの念の為に検査をしたら大動脈弁狭窄症を発見した。高齢のために手術は難しく、これを避ける為に移動のみ車椅子を使用している[15][16]と、2014年6月21日の続きのコラムを差し替えて公言していた[15][注 1]。
- 2015年、女子サッカー、日本-イングランドの観戦時に気分が悪くなり聖路加で検査した結果、心房細動が発見された[17]。以降は力を込めて応援したくなる試合は生放送ではなく、結果を知ってから録画鑑賞することになった[17]。
- 2017年7月18日、東京都世田谷区の自宅で呼吸不全により死去。満105歳没（享年107）[3][18]。同日付で従三位叙位[19]。墓所は多磨霊園の聖路加国際病院禮拝堂附属墓碑。

少年時代、母親の命をある医師が救ってくれたことから医学の道を志した。
日野原は日本で最初に人間ドックを開設、早くから予防医学の重要性を説き終末期医療の普及にも尽くすなど、長年にわたって日本の医学の発展に貢献してきた功績が文化功労者と文化勲章の受章理由として挙げられた。従来は「成人病」と呼ばれていた一群の病気の名称を「生活習慣病」に改めたのも日野原である。
2001年（平成13年）12月に出版した著書『生きかた上手』は120万部以上を売り上げた。聖路加国際病院名誉院長まで務めて数多くの著書で知られ、高齢者の「希望の星」的存在となっていた。レオ・ブスカーリア作の絵本「葉っぱのフレディ〜いのちの旅〜」のミュージカル化に当たっては、日野原が企画・原案に携わった。
晩年の日野原は100歳を超えてスケジュールは2、3年先まで一杯という多忙な日々を送っていた。乗り物でのわずかな移動時間も原稿執筆に使い、日々の睡眠時間は4時間半、週に1度は徹夜をするという生活だったが、96歳にして徹夜を止め、睡眠を5時間に増やしたという。命の続く限り現場に立ち続けるという信念をあくまで貫き、生前には「少なくとも110歳まで現役を続けることを目標にしている」と語るほどであった。
2009年7月6日にNHKの「スタジオパークからこんにちは」に初出演、100歳を迎えて半年を経過した2012年5月31日に2回目の出演もした。

## エピソード

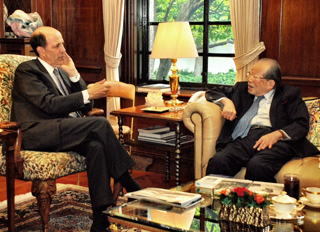
2013年5月15日、日本駐箚アメリカ合衆国特命全権大使ジョン・ルース（左）と

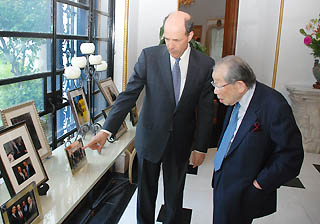
2013年5月15日、日本駐箚アメリカ合衆国特命全権大使ジョン・ルース（左）と

保守思想を持ち、皇室を崇敬していて、たびたび皇室行事に招かれた。日本国憲法に勤皇奉仕義務を明記するよう求めていた。一方で、朝日新聞で執筆したのコラム「95歳の私 あるがまま行く」において、君が代に代わる新国歌の制定も提案した。
名誉院長を務めていた聖路加国際病院は聖公会系のキリスト教教派であるが、自身は日本基督教団所属のキリスト教徒であった。
医療行為を医師のみに行わせることを主張する日本医師会の立場に対し、新米の医師よりも治療に精通した看護師もいるとして、医療行為を広く医療従事者に行わせることを認めるスタンスを取る。
2005年に行った講演の中で「アメリカの大学教授選考では、最近は年齢は不問です。つまり、業績、仕事をやる人は、年齢に関係なく教授を続けられるようになった。それに引き替え日本では、大学に定年制が引かれ、アメリカとは逆ですよ。」と発言。
あるときマスコミのインタビューを受けた際に、病院ではエレベーターを使わないと発言してしまったため、その後はどんなに疲れていても公衆の前ではエレベーターを使えなくなってしまったという。
日野原は東京大空襲の際に満足な医療ができなかった経験から、「過剰投資ではないか」という批判を抑えて、大災害や戦争の際など大量被災者発生時にも機能できる病棟として、広大なロビーや礼拝堂施設を備えた聖路加国際病院の新病棟を1992年（平成4年）に建設した。この備えの効果は1995年（平成7年）の地下鉄サリン事件の際に遺憾なく発揮され、通常時の機能に対して広大すぎると非難もされていたロビー・礼拝堂施設は、緊急応急処置場として機能した。院長であった日野原の判断により、事件後直ちに当日の全ての外来受診を休診にして被害者の受け入れを無制限に実施し、同病院は被害者治療の拠点となり、朝のラッシュ時に起きたテロ事件でありながら、犠牲者を最小限に抑えることに繋がった。この時の一部始終はNHKのドキュメンタリー番組『プロジェクトX〜挑戦者たち〜』などでも取り上げられている。また、危機管理評論家の佐々淳行も、解毒剤のパムをすべて放出する決断をしたことを挙げて、日野原の功績は「国民栄誉賞もの」としている。

### 自身について
小学生時代「金時さん」と同級生から渾名がつけられるほど赤面恐怖症であった。上記の関西学院中等部の弁論部以外に、演劇、ピアノ演奏、合唱の指揮などで人前に出ることで克服したという。
2015年10月末、左手の薬指と小指が曲がらなくなり、尺骨神経麻痺などの異常かと思い、整形外科で診察した結果、指の筋肉に原因があり、軽くマッサージをすれば解決するものだった。この件で、自身が専門にしている内科と循環器以外の病気に対して素人だったと語った。
座右の銘は、ウィリアム・オスラーの「医学は科学に基づくアートである」。

### 戦争について
戦時中、聖路加病院は政府に「大東亜中央病院」という名称に改名された。特高警察がやってきてスパイの嫌疑で自身や同僚が取り調べられたり、患者を装って病院に出入りし、監視をしていた。十字架の高い塔は宿直が出来る小部屋にあったが、憲兵隊に押し入られた上に塔の十字架が切り取られた。「神の栄光と人類奉仕のため」という病院の理念が刻まれた石碑を御影石の板で覆い隠さなければならなかったという。その時の釘の跡が、今でも生々しく残っていると語った。
敗戦後、聖路加病院は連合国軍最高司令官総司令部 (GHQ) に接収された。この折に日野原は、占領軍が図書館に持ち込んだアメリカの医学書や医学雑誌を読み、言及・引用されることが多かった医学博士ウイリアム・オスラー（1849〜1919年）を師と仰ぐようになった。これが予防や生活習慣の改善を重視する思想に繋がった。
各地の高齢者に戦争を語り継ぐ活動の一環として、フォーラムの講演で「1人1人が持っている命を大切に」「その為にも平和な社会を築く努力を」と訴えていた。『戦争といのちと聖路加国際病院ものがたり』出版会見で「武器には武器、暴力には暴力で応じる悪循環を断ち切り、戦争ではなく話し合いで物事を解決する、根強い精神が必要」「知性こそ人間の授かった宝である」と訴えた。10年以上行った「いのちの授業」においては「虐めは暴力」という、不毛を訴えている上に、2015年発売した『戦争といのちと聖路加国際病院ものがたり』の帯宣伝にも「戦争はいじめと同じです」と明記されている。95歳の時、子供向けの書籍で、「争いの根っこにある苦しみの感情。それをコントロールできるのは自分だけである」「憎い相手を許す、その勇気で戦いを終わらす事が出来る」「『知る』と言う事をもっと大事にして下さい」と書いた。

### いのちの器
アドベント（降臨節）が始まった2015年11月29日、多数の聴衆に「いのちの器」について語りかけた。「命は私に与えられた時間です。それを何の為に使うのか、もし助けを求めている者の為に有効に使うのなら、自分達の生き方は、これからの時代を生きる子供たちの手本になる」と訴えた。1987年、78歳の時から始めた「いのちの大切さ」や「いのちの器」を伝えるために全国の小学校に出向き実施する「いのちの授業」は、NHK教育テレビの「シリーズ授業」で実施した母校の神戸市立諏訪山小学校の訪問がきっかけとなり、2016年までに全国合計200以上の小学校で実施された。

### 趣味・嗜好

#### 趣味
趣味の一つにピアノがあった。日野原は結核を患い闘病生活を送っていた当時、「ノクターン」を作曲した。この曲は、2008年2月17日放送の「N響アワー」（NHK教育テレビ）で日野原がゲスト出演した際、池辺晋一郎によってごく一部ではあるが披露された。2015年には全国学校音楽コンクール（小学校の部）課題曲『地球をつつむ歌声』の作詞を担当した。他に小学生の頃から同人誌などの物書きも嗜み、筆名は「日野原重秋」「日野原詩郷明」。
箱根駅伝やサッカー観戦を好み、2015年のなでしこジャパンのイレブンでは海堀あゆみの大ファンであった。
お洒落は人前に出る前の「お守り」の役割で、ジャケットやネクタイを季節ごとに合わせて選んでいた。さらに長嶋一茂が褒めてくれたと耳にして以降ポケットチーフに力を入れ、出かける前に妻から数枚渡される候補の中から1つ選択していた。

#### 嗜好
食事は夕食をメインにしたものであった。朝食はジュースにオリーブオイルをかけて飲み、昼食は牛乳、胚芽クッキー、林檎だけで済ませた。夕食は週2回は肉、他は魚と少し多めに食べ、その日の体調に合わせて食べ物を変えた。日野原曰く「集中していれば空腹にならない」。
1951年のアメリカ留学時に現地支給の1月60ドルで全てを賄わければならなかったが、1ドル360円の時代なので経済的に苦しかった。そこで、仕事仲間との昼食を断り、一人でコーラ、フライドチキン、ハンバーガーを食べていた。その生活になっても無性にそうしたファストフードを食べたくなることがある、という一面もあった。
好物は、落花生と砂糖と味噌をすって合わせる方法で母親が作ってくれたピーナッツバターを模した「ピーナッツ味噌」と、アメリカ留学時に食べたビーナッツバター付きパン。

### よど号ハイジャック事件
内科部長時代の1970年3月31日、日野原は福岡で行われる日本内科学会総会へ出席のために搭乗した旅客機にてよど号ハイジャック事件に遭遇し、他の乗客とともに人質となった。日本初のハイジャック事件であり、犯行グループが「この飛行機は我々がハイジャックした」と声明しても多くの日本人は「ハイジャック」の意味を知らなかった。その中で日野原が手を挙げ、「ハイジャックとは飛行機を乗っ取って乗客を人質にすることです」と説明した。機内で犯人グループから人質に本が提供されたが、応じたのは日野原だけで、『カラマーゾフの兄弟』を借りたという。4日間拘束され死も覚悟した。同乗していた虎の門病院院長の沖中重雄は高齢のため福岡で下ろされた一方、日野原は韓国の金浦空港で解放された。解放後は、内科医としての名声を求めるよりも事件以後の命を与えられたと考えるようになり、事件が人生観を変えるきっかけになったと述懐していた。

## テレビ番組
- 第55回NHK紅白歌合戦（2004年12月31日、NHK総合・ラジオ第1） - ゲスト審査員
- プロジェクトX〜挑戦者たち〜 地下鉄サリン 救急医療チーム 最後の決断（2005年2月8日、NHK総合）[42]
- 日経スペシャル ガイアの夜明け 名医を育てろ 〜伝承せよ! 医の技術〜（2005年9月27日、テレビ東京）[43]。- 「言葉の技術」を取材。
- NHKスペシャル 日野原重明 100歳 いのちのメッセージ（2011年10月8日、NHK総合）[44]
- ザ・ドキュメンタリー 医師・日野原重明 105歳 ～自分の死と向き合った最期の瞬間～（2018年10月20日、BS朝日）[45]

## 著書
- 『2)心音並に心雜音の一新記録法』日本循環器病學 1940[46]
- 『オスラー博士の生涯：アメリカ醫學の開拓者』 中央醫學社 1948
  - 『医学するこころ』岩波書店 1991
- 『看護学講座：第1解剖・生理学』 学術書院 1949
- 『看護学講座：第5薬理学』 学術書院 1949
- 『性と結婚の科学』 医学書院 1951
- 『解剖・生理学の要点』 医学書院 1951
- 『高等看護学講座：第1医学概論』 医学書院 1952
- 『水と電解質の臨床』 医学書院 1955
- 『看護学教科書：第3解剖生理』 医学書院 1957
- 『病む心とからだ』 日本YMCA同盟出版部 1958
- 『解剖生理の要点』 金原出版 1959
- 『人間ドック：もの言わぬ臓器との対話』 中公新書 1965
- 『POS医療と医学教育の革新のための新しいシステム』 医学書院 1973
- 『医療と教育の刷新を求めて』 医学書院 1979.2
- 『心臓病とともに生きる』 協和企画 1979.7
- 『女の一生と健康：各年代の充実をめざして』 婦人之友社 1979.10
- 『プライマリ・ケア入門』 金原出版 1979.6
- 『生の選択：水平の世界・垂直の世界』 日本YMCA同盟出版部 1981.1
- 『死をどう生きたか：私の心に残る人びと』 中公新書 1983.3
- 『医療と医学教育の新しい展開：日野原重明座談集』 医学書院 1983.4
- 『延命の医学から生命を与えるケアへ』 医学書院 1983.6
- 『老いを創める』 朝日新聞社 1985.3 のち文庫
- 『健やかないのちのデザイン』 春秋社 1986.10
- 『老いと死の受容』 春秋社 1987.3
- 『人生の四季に生きる』 岩波書店 1987.6 のち現代文庫
- 『いのちの終末をどう生きるか』 春秋社 1987.7
- 『日野原重明著作集』 全5巻 中央法規出版 1987-1988
- 『名医が答える血圧なんでもQ&A』 中央法規出版 1987.10
- 『狭心症と心筋こうそく：心臓病に克つ』 講談社 1988.4
- 『「いやし」の技のパフォーマンス』 春秋社 1989.7
- 『いのちの器：人生を自分らしく生きる』 主婦の友社 1989.10 のちPHP文庫
- 『老いへの挑戦』 1989.12 岩波ブックレット
- 『日野原重明著作・講演集』 1-2 医学書院 1991.6
- 『病むことみとること』 日本基督教団出版局 1991.10
- 『医と生命のいしずえ：医療をめざす、若き友へ』 同文書院 1991.6
- 『健康行動の提言：新しい健康教育をめざして』 中央法規出版 1991.1
- 『生と死に希望と支えを：全人的医療五十年に想う』 婦人画報社 1991.1
- 『命をみつめて』 岩波書店 1991.2 のち現代文庫
- 『心とからだの健康設計：人生の午後に立って』日本経済新聞社 1991.3
- 『心臓病にかかりやすい人かかりにくい人』 ごま書房 1992.7 (Goma books)
- 『生きることの質』 岩波書店 1993.5 のち現代文庫
- 『医の道を求めて：ウィリアム・オスラー博士の生涯に学ぶ』 医学書院 1993.9
- 『六十歳は二度目の成人式：親、社会に代わって、自分で自分を育てる時がはじまる』 ごま書房 1994.6
- 『看とりの愛』 春秋社 1994.4
- 『健康を創るヒント』 時事通信社 1994.6
- 『ボランティアを生きる：<いのちの泉>はつきることなく』 PHP研究所 1995.8
- 『豊かに老いを生きる』 春秋社 1995.10
- 『人間ドック・健康診断を受ける方、受けた方へ』 主婦の友社 1995.11
- 『音楽の癒しのちから』 春秋社 1996.12
- 『出会いに学び、老いに成長する』 講談社 1996.5のち＋α文庫
- 『「生活習慣病」がわかる本：あなたがつくり、あなたが治す病気』 ごま書房 1997.2
- 『六十歳の新人宣言』 ごま書房 1997.5（ゴマブックス）
- 『現代医学と宗教』 岩波書店 1997.8（叢書現代の宗教）
- 『老いに成熟する』 春秋社 1997.12
- 『<ケア>の新しい考えと展開』 春秋社 1999.2
- 『医のアート、看護のアート』 中央法規出版 1999.8（日野原重明著作選集 上）
- 『死と、老いと、生と』 中央法規出版 1999.9（日野原重明著作選集 下）
- 『道をてらす光：私が学んだ人と言葉』 春秋社 2000.1
- 『院内ルールと医師のマナー』 エルゼビア・ジャパン 2000.4
- 『「フレディ」から学んだこと：音楽劇と哲学随想』 童話屋 2000.10
- 『生きかた上手』ユーリーグ（現ハルメク）、2001 のち文庫
  - 『生きかた上手：新訂版』 いきいき（現ハルメク） 2013.4
- 『「新老人」を生きる：知恵と身体情報を後世に遺す』 光文社 2001.5
- 『50歳からの「生きる」技術：75歳以上の新老人を目指して』 朝日出版社 2001.12
- 『いのちを創る：生き方・生命力・安らぎ・からだ』 2002.2 講談社+α文庫
- 『人生百年私の工夫』 幻冬舎 2002.7 のち文庫
- 『刷新してほしいナースのバイタルサイン技法：古い看護から新しい臨床看護へ』 日本看護協会出版会 2002.8
- 『いのちの言葉』 春秋社 2002.8
  - 『いのちの言葉〔増補版〕』 春秋社 2013.9
- 『日野原重明の生き方哲学：よく生き、よく老い、よく病み、よく死ぬ』（中央法規出版、2002年9月／PHP文庫、2006年6月、ISBN 4569666175）
- 『こころ上手に生きる：病むことみとること人の生から学ぶこと』 2002.10 講談社+α文庫
- 『生きかたの選択』河出書房新社、2002
- 『生きるのが楽しくなる15の習慣』 講談社 2002.10 のち+α文庫
- 『満たされる人生のつくり方：CD・book』 講談社 2002.10
- 『生きかた上手：対話篇』 ユーリーグ（現ハルメク） 2002.10
- 『生きかたの可能性』 河出書房新社 2002.11
- 『人生改造生活習慣病を防ぐ本』 幻冬舎 2002.11
- 『日野原重明のいのちと生きがい』 青春出版社 2003.1
  - 『機嫌よく元気よく：日野原重明のいのちと生きがい』（青春文庫、2007年1月）
- 『生きかたの処方箋』 河出書房新社 2003.2
- 『続・生きかた上手』ユーリーグ（現ハルメク）、2003 のち文庫
- 『100歳になるための100の方法：未来への勇気ある挑戦』 文藝春秋 2004.1 のち文庫
- 『テンダー・ラブ：それは愛の最高の表現です。』 ユーリーグ（現ハルメク） 2004.10
- 『日野原重明アートでいきいき』 実業之日本社 2004.12
- 『あるがまま行く』（朝日新聞社、2005年1月）
  - 『長さではない命の豊かさ』（朝日文庫、2007年8月、ISBN 4022615397）
- 『私が人生の旅で学んだこと』 集英社 2005.3 のち文庫
- 『「幸福な偶然」をつかまえる』 光文社 2005.6
- 『新・生きかた上手』 ユーリーグ（現ハルメク） 2005.10 のち文庫
- 『いのちの哲学詩：水のように形なく風のように姿が見えない』 ユーリーグ（現ハルメク） 2005.10
- 『私の幸福論「しあわせ」を感じる生き方』 大和書房 2005.11
  - 『どうよく生き、どうよく老い、どうよく死ぬか』（だいわ文庫、2009年5月、ISBN 4479302344）
- 『わたしが経験した魂のストーリー』 キリスト教視聴覚センター 2005.12
- 『人生、これからが本番：私の履歴書』 日本経済新聞社 2006.4
- 『十歳のきみへ：九十五歳のわたしから』 冨山房インターナショナル 2006.4
- 『私のすすめる健康の秘義：ライフプランニング実践への誘い』 中央法規出版 2006.9
- 『いのちの授業』 ユーリーグ（現ハルメク） 2006.10
- 『いのちのおはなし』 村上康成絵 講談社 2007.1
- 『95歳からの勇気ある生き方』（朝日新聞社、2007年／「あるがまゝ行く」文庫）
- 『ササッとわかる「長生き人生」の優先順位』 講談社 2007.5
- 『日野原重明 いのちと勇気のことば：いかに生きるか・何を残すか』（こう書房、2007年／ぶんか社文庫）
- 『看護の知識と技を革新する：古い看護から新しい看護へ：science and art』 日本看護協会出版会 2007.6
- 『子どもを輝かせる10のお話』 実業之日本社 2007.12
- 『人生を輝かせる10のお話』 実業之日本社 2007.12
- 『いま伝えたい大切なこと：いのち・時・平和』 日本放送出版協会 2008.1
- 『今日の「いのち」のつかい方：ペイフォワードな生活のすすめ』 主婦の友インフォス情報社 2008.5
- 『いのちのバトン：97歳のぼくから君たちへ』 いわさきちひろ絵 ダイヤモンド社 2008.11
- 『道は必ずどこかに続く』 講談社 2009.3
- 『臨床看護の基礎となる新看護学テキスト：看護の革新を目指して』 日本看護協会出版会 2009.5
- 『いのちのメッセージ』 三笠書房 2009.6
- 『いのちの絆：ストレスに負けない日野原流生き方』 ダイヤモンド社 2009.8
- 『旅での人と自然との出会い：紀行詩』 集英社 2009.9
- 『メメント・モリ：死を見つめ、今を生きる：死を想え』 海竜社 2009.12ISBN 978-4759310993
- 『日野原先生からナースに贈る35のメッセージ』 日本看護協会出版会 2009.10
- 『子どもを育てる聖書のことば』 いのちのことば社フォレストブックス 2009.11
- 『日野原重明の「こころ」と「からだ」の相談室』 日本放送出版協会 2010.1
- 『日野原体操で健康長寿』 日本放送出版協会 2010.1
- 『働く。：社会で羽ばたくあなたへ』 冨山房インターナショナル 2010.4
- 『生きてるだけで100点満点：99歳のぼくから君たちへ』 ダイヤモンド社 2010.9
- 『百歳は次のスタートライン：祝百歳記念！悩めるあなたに贈る「至福の百話」』 光文社 2010.10
- 『愛とゆるし』 教文社 2010.11
- 『いのちを育む：百歳の私から人生を楽しむための「道しるべ」』 中央法規出版 2011.9
- 『100歳のことば100選』 PHP文庫 2011.10
- 『100歳の金言』 ダイヤモンド社 2012.2
- 『「いのち」の使命：3.11後を生きる』 日本キリスト教団出版局 2012.8
- 『いのちの使い方』 小学館 2012.10
- 『生きかた上手手帳：2013年版』 いきいき 2012.10
- 『日野原重明ダイアローグ』 医学書院 2012.10
- 『生きがいを感じて生きる：福祉の役わり・福祉のこころ』 聖学院大学出版会 2012.11
- 『「与」命：団塊世代よ、あなたの晩年は40年間ある』 小学館 2013.2
- 『長寿の道しるべ』 中央公論新社 2013.3
- 『101歳の金言』 ダイヤモンド社 2013.3
- 『日野原重明の「わくわくフェイスブックのすすめ」』小学館 2013.4
- 『永久保存版 健康&長寿の秘訣 生き方バイブル：DVD2枚組+ブックレットで繋ぐ、日野原重明101年の集大成』 小学館 2013.5
- 『いのちのギフト：犬たちと私から送る勇気のエール』 小学館 2013.9
- 『だから医学は面白い：幻（ビジョン）を追い続けた私の軌跡』 日本医事新報社 2014.9
- 『明日をつくる十歳のきみへー一〇三歳のわたしから』 冨山房インターナショナル 2015.4.16
- 『戦争といのちと聖路加国際病院ものがたり』小学館 2015.9
- 『10月4日 104歳に 104句』ブックマン社 2015.10.2
- 『今日すべきことを精一杯！』ポプラ新書 2017.3.8
- 『最後まで、あるがまま行く』朝日新聞出版 2018.3.7

## 共編著
- 遷延性心内膜炎の一例 新村正幸共著 日本循環器病學 1939[47]
- 最新簡明看護学 川畑愛義共編 学術書院 1949
- 家庭医学宝典 松田心一共編 社会保険法規研究会 1955
- 准看護婦試驗の總仕上げ 問題と解答 平野ミドリ共編 医学書院 1955
- 看護必携 医学書院 1956
- 人間ドック その企画・検査から生活指導まで 橘敏也共著 中外医学社 1960
- 臨床検査の知識と介助 柴田進、小酒井望共編 医学書院 1961
- 心臓病・高血圧の治療と食事 羽田明子共著 柴田書店 1963
- 対症検査 鑑別診断のすすめ方 小酒井望、阿部正和共編 医学書院 1963
- 成人病の発見から管理まで 医学書院 1963
- 医学の歩みにおくれない心臓病診療の良識 橋本寛敏共著 改訂版 金原出版 1965
- 高校看護学 阿部正和、金子光共編 医学書院 1966
- 慢性疾患の新しい理解とリハビリテーション看護 医学書院 1966
- 内科系統診断学 新しい診察技術と診断のポイント 中外医学社 1968
- 老人患者の理解と看護 村地悌二共編 医学書院 1968
- 心臓病 予防と回復に役立つ 香川綾共著 女子栄養大学出版部 1969
- 私の処方 184人の専門医による 中外医学社 1970
- 正常値と異常値の間 その判定と対策 河合忠共編 中外医学社 1972
- 心筋梗塞 その新しい理解と診断・治療・生活管理 太田怜共著 医学書院 1972
- 看護のための水と電解質の知識 柴垣昌功、山本高治郎共著 医学書院 1974
- 心緊急症をどう診るか 加藤和三共著 金原出版 1975
- 打聴診のコツ 佐々貫之、安部英共著 金原出版 1975
- 栄養指導必携 堀内光共編著 医歯薬出版 1979.10
- POSによる高血圧のマネジメント プライマリ・ケアへの新しいアプローチ 道場信孝共著 医学書院 1980.7
- これからの家庭看護 毎日新聞社 1985.8
- 訪問看護の技術「在宅ケア」を支える看護の理論と実際 荻野文共著 現代社 1986.2
- 講座21世紀へ向けての医学と医療 第8巻 健康教育 日本評論社 1987.4
- アートとヒューマニティ 中央法規出版 1988.6
- 外来・継続看護のアート 中央法規出版 1988.6
- 死生学・Thanatology 死から生の意味を考える 第1-3集 山本俊一共編 技術出版 1988-1990
- 患者家族へのケア 中央法規出版 1988.7
- 訪問看護のアート 中央法規出版 1988.7
- 末期患者のクオリティ・オブ・ライフ 中央法規出版 1988.8
- 老人患者のクオリティ・オブ・ライフ 中央法規出版 1988.8
- 看護にいかすPOS 井部俊子共編 医学書院 1990.3
- 老人医療への新しいアプローチ 柄沢昭秀共編 医学書院 1992.2
- 医療文書の正しい書き方と医療補償の実際 加我君孝共編 金原出版 1993.9
- 私の歩んだ道 内科医六十年 植村研一共著 岩波書店 1995.8
- 生と死のケア 山本俊一共編 医学書院 1995.3
- 現代医療への提言 内科医六十年 植村研一共著 岩波書店 1995.10
- Quality of life 医療新次元の創造 万代隆共編著 メディカルレビュー社 1996.4
- ひとはどう生き、どう死ぬのか 犬養道子共著 岩波書店 1997.6
- 希望とともに生きて 難病ホスピス開設にいたる「ありのまま舎」のあゆみ 山田富也、西脇智子共編 中央法規出版 1997.7
- いのち、生ききる 瀬戸内寂聴共著 光文社 2002.9 のち文庫
- 病んでこそ知る老いてこそ始まる 高野悦子共著 岩波書店 2002.10
- 死をみつめ、今を大切に生きる memento mori 春秋社 2002.12
- よみがえれ、日本の医療 高木邦格共著 中央公論新社 2003.1
- 輝いて人生 高木慶子共著 学習研究社 2003.2
- 夢を実現するチカラ 黒岩祐治共著 扶桑社 2003.2
- 明日の日本への贈り物 91歳の医学界のリーダーと平和活動家が語る 相馬雪香共著 毎日新聞社 2003.2
- 医のこころ患者のこころ看護のこころ 瀬戸山元一共著 医療タイムス社 2003.7
- 九一歳の人生論 「本分」を極める生き方とは? 瀬島龍三共著 扶桑社 2003.9
- かんじゃ想い 病んでも幸せ生きがいのある医療のために QOL研究会共編 日総研出版 2003.11
- 6527歳の決意・92歳の情熱 乙武洋匡共著 中央法規出版 2003.12 のち幻冬舎文庫
- あなたとともによい医療を 日本の医療と教育の勇気ある変革 福井次矢共著 インターメディカ 2004.7
- 音楽力 湯川れい子共著 海竜社 2004.10
- 100歳「元気生活」のススメ "一生元気"を実現する生き方の処方 三浦敬三共著 祥伝社 2004.12
- 家族を看とるとき 春秋社 2005.5
- おとなのいのちの教育 水野治太郎、アルフォンス・デーケン共編著 河出書房新社 2006.11
- 『たった一度の人生だから』（星野富弘対談）いのちのことば社 2006
- 輝いて生きる 95歳×2講演と対談チャリティーフォーラム メイ牛山共著 同友館 2007.1
- 習慣が「いのちの樹」を育てる 小野恵子共著 大和書房 2007.8 だいわ文庫
- 高齢者の健康学 みずからかちとる生き方上手 道場信孝共著 創英社 2007.9
- 病気にならない15の食習慣 楽しく生きる長寿の秘訣 劉影共著 青春出版社 2008.2
- 百歳青春 LPC財団新老人の会俳句の会/合同句集 木下星城共編著 富嶽出版 2008.8
- 19歳の君へ 人が生き、死ぬということ 春秋社 2008.8
- 生活座禅で長生き人生のススメ 朴禧善共著 講談社 2008.10
- 俳句療法 生命の学際的研究 木下照嶽共編著 富嶽出版 2009.2
- いのちを語る デーケン、木村利人共著 集英社 2009.5
- アートを楽しむ生き方 ちひろさんの絵に恋をして 松本猛共著 新日本出版社 2010.5
- 長生きすりゃいいってもんじゃない 多湖輝共著 幻冬舎 2010.5
- たっぷり生きる 金子兜太共著 角川学芸出版 2010.8 のち角川ソフィア文庫
- 俳句療法/自治体病院経営(俳句療法学会研究叢書) 湯田雅夫、木下照嶽共著 富嶽出版 2010.11
- 老いて、若返る 人生、90歳からが面白い 堀文子共著 小学館 2011.4
- 病気にならない15の食習慣 天野暁共著 青春出版社 2011.9
- 日野原重明 一〇〇歳 NHK取材班共著 NHK出版 2011.9
- 100歳！ 日野原重明のフレディ・エクササイズ 黒岩祐治共著 飛鳥新社 2011.10
- 合同句集 生き生き百寿―LPC財団新老人の会「俳句の会」日野原重明先生百寿記念 木下星城共著 富嶽出版 2011.10
- 医療行政/俳句療法―日野原重明名誉会長百寿記念 石津寿惠、井出健二郎、木下照嶽共著 富嶽出版 2011.11
- さあ出発しよう!「新老人の会」で目指す人生 板東浩著 メディカル情報サービス 2011.12
- 医師のミッション 非戦に生きる 小池政行聞き手 藤原書店 2012.1
- 看護の時代 看護が変わる 医療が変わる 川島みどり、石飛幸三共著 日本看護協会出版会 2012.3
- 電子カルテ時代のPOS 患者指向の連携医療を推進するために 渡辺直著 医学書院 2012.5
- 母を語る 今井奈緒子、大坪直史、片山裕子、伊藤美子共著 日本キリスト教団出版局 2012.12
- 現代思想imago 総特集=ヴィクトール・E・フランクル フランクル、姜尚中、諸富祥彦、池田香代子、斎藤環共著 青土社 2013.3
- 脳とこころのプライマリケア
  - 第1巻「うつと不安」 宮岡等、下田和孝共著 2010.6
  - 第2巻「知能の衰え」 池田学、宮岡等共著 2013.6
  - 第3巻「こころと身体の相互作用」 宮岡等共著 2013.3
  - 第4巻「子どもの発達と行動」 宮岡等、飯田順三共著 2010.10
  - 第5巻「意識と睡眠」 宮岡等、千葉茂共著 2012.6
  - 第6巻「幻覚と妄想」 宮岡等、堀口淳共著 2011.11
  - 第7巻「食事と性」 中山和彦、宮岡等共著 2011.7
  - 第8巻「依存」 宮岡等、福居顕二共著 2011.3

## 翻訳
- 新しい診断学の方法論と患者へのアプローチ よき臨床医をめざして Philip A.Tumulty 塚本玲三共訳 医学書院 1978.4
- 看護のためのPOS F.ロス・ウリィほか 共訳 医学書院 1978.5
- プライマリ・ケアとは何か 医療への新しいアプローチ ジョン・フライ 紀伊國献三共訳 医学書院 1981.7
- 平静の心 オスラー博士講演集 仁木久恵共訳 医学書院 1983.9
- ふたたび勇気をいだいて 悲嘆からの出発 H.S.クシュナー 斎藤武共訳 ダイヤモンド社 1985.9 のち同時代ライブラリー「なぜ私だけが苦しむのか」斎藤単独訳
- 医の倫理 いのちを考える拠点 イエッツィ 斉藤武共訳 医学書院サウンダース 1985.4
- よき臨床医をめざして 全人的アプローチ フィリップ・A.タマルティ 塚本玲三共訳 医学書院 1987.10
- なぜ明快に書けないのか 英語医学・科学論文の診断と治療 Lester S.King 助川尚子共訳 第2版 メディカル・サイエンス・インターナショナル 1992.5
- 勇気 バーナード・ウェーバー ユーリーグ 2003.6
- メイヨー兄弟の格言集 アメリカの近代医療の基礎を築いた医師 Charles Horace Mayo、Mayo、William James Mayo 近代出版 2004.2
- おばあちゃんのきおく メム・フォックス 講談社 2007.11
- こぶたくんのめいそう ケリー・リー・マクリーン 産経新聞出版 2008.3
- 愛する人を亡くした時〈新版〉 E.A.グロルマン 春秋社 2011.5

## 論文
- 日野原重明、「人間ドックの刷新を目指しての提言」『健康医学』 1989年 3巻 2号 p.5-10, doi:10.11320/ningendock1986.3.2_5, 日本人間ドック学会
- 日野原重明、「1.人間ドック」 『日本内科学会雑誌』 2002年 91巻 11号 p.3147-3149, doi:10.2169/naika.91.3147

## 役職
- 一般財団法人ライフ・プランニング・センター理事長[48]
- 公益財団法人笹川記念保健協力財団名誉会長
- 財団法人日本訪問看護振興財団副理事長
- 財団法人キープ協会顧問
- 財団法人日本科学協会顧問
- 財団法人富山県健康スポーツ財団顧問
- 公益財団法人野村生涯教育センター顧問
- 財団法人がんの子供を守る会名誉顧問
- 財団法人三菱財団理事
- 財団法人日本ホスピス・緩和ケア研究振興財団理事
- 財団法人日本スピリチュアルケア学会理事
- 公益財団法人日本音楽財団理事
- 財団法人アジア保健研修財団理事
- 財団法人防長倶楽部評議員
- 社団法人日本スポーツ吹矢協会最高顧問
- 社団法人臨床心臓病学教育研究会最高顧問
- 公益社団法人難病の子どもとその家族へ夢を永久最高顧問
- 社団法人学士会評議員
- 特定非営利活動法人医療の質に関する研究会理事長
- 特定非営利活動法人日本医療ネットワーク協会顧問
- 特定非営利活動法人卒後臨床研修評価機構理事
- 一般社団法人日本総合健診医学会理事長
- 有限責任中間法人日本人間ドック学会名誉顧問
- 有限責任中間法人日本抗加齢医学会顧問
- 日本医療秘書学会会長
- 日本音楽療法学会理事長
- 日本POS医療学会会頭
- 医療の質・安全学会顧問
- 日本医療福祉情報科学会特別顧問
- 日本介護福祉学会顧問[49]
- 日本在宅医学会顧問
- 日本エイジマネージメント医療研究機構顧問
- 日本禁煙科学会特別顧問
- 日本サイコオンコロジー学会顧問
- がん医療マネジメント研究会名誉顧問
- 腎循環器病研究会顧問
- 日本医療バランスト・スコアカード研究学会評議員
- 日本ユニセフ協会大使[50]
- 環境省エコチル調査サポーター
- 医療法人真誠会名誉理事長[51]